# ژوزف ورستاتن
ژوزف ورستاتن (فرانسوی: Joseph Verstraeten‎) ژیمناست هنری اهل بلژیک بود.
از افتخارات وی میتوان به کسب مدال نقره تیمی تمام اسباب مردان در بازی‌های المپیک تابستانی ۱۹۲۰ اشاره کرد.